# Uchāna
Uchāna är en ort i Indien.   Den ligger i distriktet Jīnd och delstaten Haryana, i den norra delen av landet, 140 km nordväst om huvudstaden New Delhi. Uchāna ligger 229 meter över havet och antalet invånare är 15 830.
Terrängen runt Uchāna är mycket platt. Runt Uchāna är det tätbefolkat, med 397 invånare per kvadratkilometer. Närmaste större samhälle är Narwāna, 15,7 km norr om Uchāna. Trakten runt Uchāna består till största delen av jordbruksmark.